# تاريخ اللباس والأنسجة

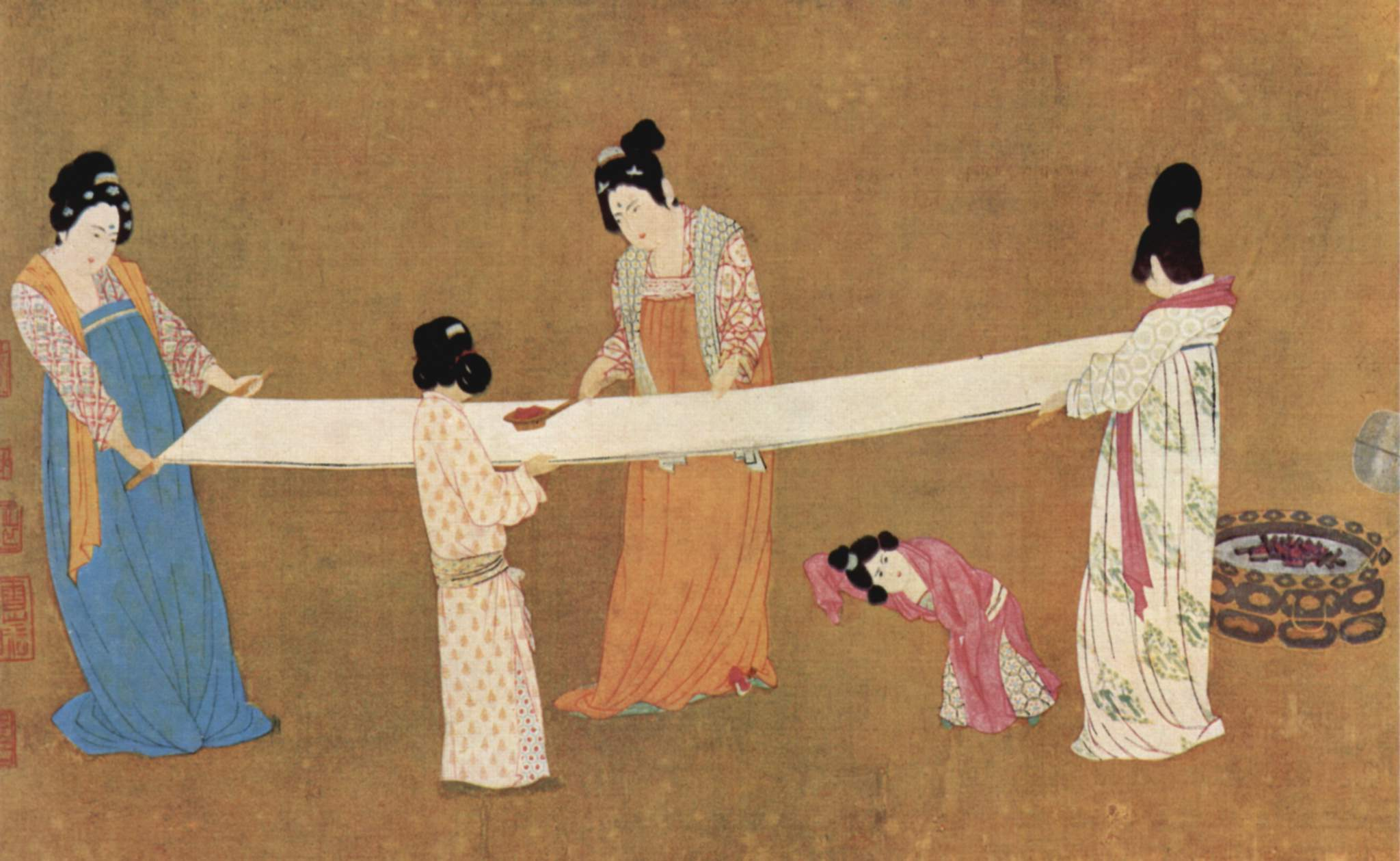
سيدات يصنعن الحرير ، لوحة من أوائل القرن الثاني عشر الإمبراطور هويتسونغ (طبعة جديدة من القرن الثامن الأصلي للفنان شان زان)، توضح صناعة الأقمشة الحريرية في الصين.

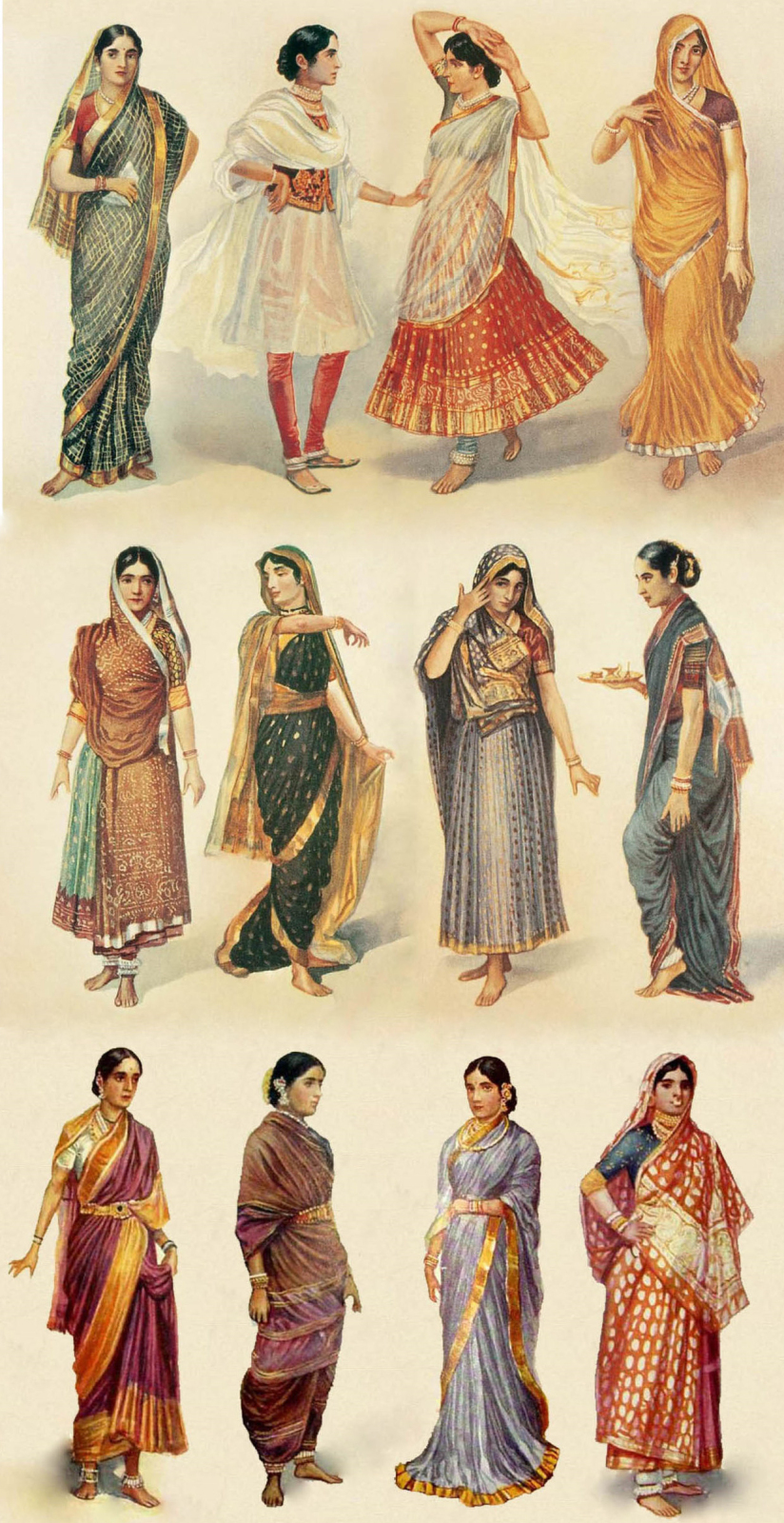
رسوم توضيحية بالألوان المائية لأنماط مختلفة من الساري والملابس التي ترتديها النساء في جنوب آسيا بواسطة إم في دوراندهار، 1928.

تتبع دراسة تاريخ الملابس والمنسوجات تطور واستخدام وتوافر الملابس والمنسوجات على مدى تاريخ البشرية. تعكس الملابس والمنسوجات المواد والتقنيات المتاحة في مختلف الحضارات في أوقات مختلفة. يكشف تنوع الملابس والمنسوجات وتوزيعها داخل المجتمع عن عادات وثقافة اجتماعية.
ارتداء الملابس هو صفة إنسانية حصرية، وهو سمة من سمات معظم المجتمعات البشرية. بدأ الرجال والنساء في ارتداء الملابس بعد العصر الجليدي الأخير. يعتقد علماء الأنثروبولوجيا أن جلود الحيوانات والنباتات كُيّفت على شكل أغطية حمايةً من البرد والحرارة والمطر، خاصة مع هجرة البشر إلى مناخات جديدة.
يمكن لبد المنسوجات أو نسج الألياف المصنوعة من الخيوط ثم ربطها بالشبك أو لفها أو حياكتها أو نسجها لصنع الأقمشة، وقد ظهرت في الشرق الأوسط خلال العصر الحجري المتأخر. منذ العصور القديمة وحتى يومنا هذا، تطورت أساليب إنتاج المنسوجات باستمرار، وأثرت اختيارات المنسوجات المتاحة على كيفية حمل الناس لممتلكاتهم، وارتداء ملابسهم ، وتزيين محيطهم.
تشمل المصادر المتاحة لدراسة الملابس والمنسوجات بقايا المواد المكتشفة عن طريق علم الآثار ؛ تمثيل المنسوجات وصنعها في الفن ؛ والوثائق المتعلقة بتصنيع وحيازة واستخدام وتجارة الأقمشة والأدوات والملابس الجاهزة. تعد دراسة تاريخ النسيج، وخاصة مراحله المبكرة، جزءًا من دراسات الثقافة المادية.

## تطور ما قبل التاريخ
كان تطور صناعة المنسوجات والملابس في عصور ما قبل التاريخ موضوع عدد من الدراسات العلمية منذ أواخر القرن العشرين. ساعدت هذه المصادر في توفير تاريخ متماسك لهذه التطورات التي تعود إلى عصور ما قبل التاريخ. تشير الدلائل إلى أن البشر ربما بدأوا في ارتداء الملابس منذ 100 000 إلى 500 000 عام. في سبتمبر 2021، أبلغ العلماء عن أدلة على صنع الملابس قبل 120 ألف عام بناءً على نتائج في رواسب في المغرب، وهو بلد يقع في الجزء الشمالي الغربي من إفريقيا.
تشير رسوم الكهوف والأدلة المصورة إلى وجود اللباس في العصر الحجري القديم، منذ حوالي 30 000 عام، على الرغم من أنها كانت ستائر جلدية. ظهرت الملابس النسيجية منذ حوالي 27 000 عام، في حين اكتشف علماء الآثار أجزاء نسيج فعلية تعود إلى 7 000 قبل الميلاد. :1

### التبني المبكر للملابس
يشير التحليل الجيني إلى أن قمل جسم الإنسان، الذي يعيش في الملابس، ربما يكون قد انحرف عن قمل الرأس منذ حوالي 170 ألف عام ، مما يدعم الأدلة على أن البشر بدأوا يرتدون الملابس في هذا الوقت تقريبًا. تسبق هذه التقديرات أول هجرة بشرية معروفة من إفريقيا، على الرغم من أن أنواع أخرى من فصيلة البشرانيات قد ارتدت ملابس - وشاركت في تفشي القمل - يبدو أنها هاجرت في وقت سابق.
يرجع تاريخ إبر الخياطة إلى ما لا يقل عن 50 000 عام ( كهف دينيسوفا ، سيبيريا) - ومن المحتمل أن تكون من صنع الدينيسوفان، قبل حوالي 10 000 سنة من وصول مجموعات الإنسان البدائي والإنسان في الكهف. أقدم مثال ممكن هو منذ 60 ألف عام، عُثر على نصل إبرة (جذع وعين مفقودان) في كهف سيبودو بجنوب إفريقيا. عُثر على أمثلة مبكرة أخرى من الإبر التي يعود تاريخها إلى ما قبل 41 000 إلى 15 000 سنة في مواقع متعددة، على سبيل المثال سلوفينيا وروسيا والصين وإسبانيا وفرنسا.
عُثر على أقدم ألياف الكتان المصبوغة في كهف ما قبل التاريخ في جورجيا ويعود تاريخها إلى 36 000 سنة.

## المنسوجات والملابس القديمة
توسعت المعرفة بالمنسوجات والملابس القديمة في الماضي القريب بسبب التطورات التكنولوجية الحديثة. ربما كان اللباد النسيج الفعلي الأول، على عكس الجلود التي حيكت معًا.  اكتشف أول نسيج معروف لأمريكا الجنوبية في كهف جيتارريرو في بيرو. نسج من ألياف نباتية ويعود تاريخه إلى 8000 قبل الميلاد  عُثر على أمثلة باقية من ربط الإبرة ‏، وهي طريقة نسيج أخرى مبكرة، في فلسطين

### المناسج
منذ عصور ما قبل التاريخ وحتى أوائل العصور الوسطى ، بالنسبة لمعظم أوروبا والشرق الأدنى وشمال إفريقيا ، سيطر نوعان رئيسيان من المناسج على إنتاج المنسوجات. وهما المنسج ذو الثقل السداة والمنسج ثنائي العارضة. يحدد طول العارضة عرض القماش المنسوج على المنسج، ويمكن أن يصل عرضه إلى 2-3 أمتار. غالبًا ما كانت الملابس المنسوجة المبكرة تُصنع من منسج بعرض كامل ملفوف أو مربوط أو مثبت في مكانه.

### الحفظ
تختلف معرفتنا بالثقافات اختلافًا كبيرًا باختلاف الظروف المناخية التي تتعرض لها الرواسب الأثرية ؛ قدمت منطقة الشرق الأوسط وأمريكا الجنوبية والأطراف القاحلة في الصين العديد من العينات المبكرة جدًا في حالة جيدة، جنبًا إلى جنب مع طبعات المنسوجات من الصلصال والرسوم البيانية. في شمال أوراسيا، حافظت مستنقعات الخث ومناجم الملح الصخري وتوابيت البلوط والتربة الصقيعية على المنسوجات، مع بقاء الملابس الكاملة من العصر الحجري الحديث، مثل تلك الموجودة في أوتزي، إلى جانب المصنوعات اليدوية المرتبطة بإنتاج المنسوجات. لا يزال التطور المبكر للمنسوجات في شبه القارة الهندية وأفريقيا جنوب الصحراء والأجزاء الرطبة الأخرى من العالم غير واضح.

### تجارة المنسوجات في العالم القديم
وفرت الأراضي الخصبة لسهوب أوراسيا خلال العصر الحجري الحديث والعصر البرونزي بيئة لشبكة من المجتمعات البدوية للتطور والتفاعل. لطالما ربط طريق السهوب مناطق القارة الآسيوية بالتجارة ونقل الثقافة، بما في ذلك الملابس.
حوالي 114 قبل الميلاد ، بدأت أسرة هان  طريق الحرير التجاري. جغرافيًا، طريق الحرير عبارة عن سلسلة مترابطة من طرق التجارة القديمة بين تشانغآن ( شيان اليوم) في الصين، مع آسيا الصغرى والبحر الأبيض المتوسط لمسافة تزيد عن 8,000 كيلومتر (5,000 ميل) في البر والبحر. كانت التجارة على طريق الحرير عاملاً مهماً في تطور الحضارات العظيمة للصين ومصر وبلاد الرافدين وبلاد فارس وشبه القارة الهندية وروما، وساعدت في إرساء أسس العالم الحديث. كان تبادل المنسوجات الفاخرة هو السائد على طريق الحرير، الذي ربط التجار والتجار والحجاج والرهبان والجنود والبدو وسكان المدن من الصين إلى البحر الأبيض المتوسط خلال فترات زمنية مختلفة.